# School van de Tekstkritiek
De School van de Tekstkritiek (kaoju xue) was een denkrichting binnen de Chinese filosofie die vanaf de tweede helft van de 17e eeuw opnieuw de oorspronkelijke betekenis van de belangrijkste Confucianistische Klassieken wilde ontdekken. Hiervoor moest worden teruggekeerd naar de geschriften die vóór of tijdens de Han-dynastie waren samengesteld en becommentarieerd door geleerden uit met name de Late Han-dynastie, zoals Zheng Xuan (鄭玄, 127-200), Xu Shen (許慎, ca.58-ca.147), Jia Kui (賈逵, 30-101) en Ma Rong (馬融, 79-166). Daarvoor dienden de in de Qing-tijd nog aanwezige werken te worden ontdaan van toevoegingen die tijdens latere dynastieën waren gedaan. Dit gold vooral voor de neo-confucianistische interpretaties uit de Song en Ming-dynastie. Men maakte gebruik van tekstkritiek, ondersteund door filologisch, taalkundig, fonologisch,epigrafisch en historisch onderzoek. De stroming bereikte een hoogtepunt in de tweede helft van de 18e eeuw toen het onderzoeksterrein werd uitgebreid naar de officiële geschiedenissen van Chinese keizerlijke dynastieën, maar verloor daarna door tekstuele haarkloverij aan betekenis. Wel zijn veel correcties en onderzoeksresultaten van deze beweging vanaf de 19e eeuw aanvaard door zowel de Chinese historiografie als de Westerse historiografie over China.
De richting staat behalve als School van de Tekstkritiek ook bekend als Empirische School (kaozheng xue), School van de Han-studiën (Han xue), de Qian-Jia-school (Qian-Jia xuepai) of puxue ("Leer zonder opsmuk"). 